# Landesjugendchor Mecklenburg-Vorpommern
Der Landesjugendchor Mecklenburg-Vorpommern (LJC M-V) ist ein Auswahlchor für junge Sängerinnen und Sänger aus Mecklenburg-Vorpommern.

## Geschichte
Mit seiner Gründung in 2011 zählt er zu den jüngsten Landesjugendchören in Deutschland, nur der Landesjugendchor Hamburg wurde nach ihm ins Leben gerufen. Die Künstlerische Leitung hat Daniel Arnold, die erste Probenphase 2025 wird von Lea Vosgerau übernommen. Gegründet wurde der LJC M-V in Trägerschaft des Chorverbandes Mecklenburg-Vorpommern, seit 2018 befindet er sich in Trägerschaft des Landesmusikrats Mecklenburg-Vorpommern e.V.

## Arbeitsweise
Geprobt wird in der Regel im Rahmen zweier sogenannter Arbeitsphasen pro Jahr, eine im Frühling / Sommer und eine im Herbst / Winter. Zu einer Arbeitsphase gehören meist zwei Probenwochenenden und ein anschließendes Konzertwochenende mit Konzerten in verschiedenen Orten in Mecklenburg-Vorpommern. Junge interessierte Sängerinnen und Sänger zwischen ca. 14 und 26 Jahren können sich für ein Vorsingen bewerben und sich somit für das Ensemble qualifizieren.

## Chorphilosophie
Die A-cappella-Literatur steht im Vordergrund, aber auch chorsinfonische Werke kommen zur Aufführung. Neben einer professionellen künstlerischen Leitung werden auch Assistenzen im Bereich Stimmbildung und Registerproben mit einbezogen. Der Landesjugendchor ist Repräsentant der vielfältigen Chorlandschaft im Bundesland Mecklenburg-Vorpommern und übernimmt neben den eigenen Veranstaltungen auch repräsentative Aufgaben.